# Gondiães e Vilar de Cunhas
Gondiães e Vilar de Cunhas (llamada oficialmente União das Freguesias de Gondiães e Vilar de Cunhas) es una freguesia portuguesa del municipio de Cabeceiras de Basto, distrito de Braga. Según el censo de 2021, tiene una población de 347 habitantes.

## Historia
Fue creada el 28 de enero de 2013 en aplicación de una resolución de la Asamblea de la República de Portugal promulgada el 16 de enero de 2013 con la unión de las freguesias de Gondiães y Vilar de Cunhas, pasando su sede a estar situada en la antigua freguesia de Gondiães.

## Demografía
| Gráfica de evolución demográfica de Gondiães e Vilar de Cunhas entre 2011 y 2021 |
|                                                                                  |
| Datos según el nomenclátor publicado por el INE portugués.                       |